# Mesapamea
Mesapamea är ett släkte av fjärilar som beskrevs av Matthew Paul Heinicke 1959. Mesapamea ingår i familjen nattflyn.

## Dottertaxa tillMesapamea, i alfabetisk ordning[1][2]
- Mesapamea acorina
- Mesapamea albistigma
- Mesapamea albomaculata
- Mesapamea approximata
- Mesapamea armoricae
- Mesapamea atrocyanea
- Mesapamea binota
- Mesapamea brevipennis
- Mesapamea brunnea
- Mesapamea calcirena
- Mesapamea canella
- Mesapamea clausa
- Mesapamea concinnata
- Mesapamea didyma, Mindre vitaxfly
- Mesapamea evidentis
- Mesapamea flavistigma
- Mesapamea furca
- Mesapamea grisea
- Mesapamea i-niger
- Mesapamea juncta
- Mesapamea lamda
- Mesapamea lancea
- Mesapamea leucostigma
- Mesapamea lilacina
- Mesapamea lugens
- Mesapamea maderensis
- Mesapamea mixta
- Mesapamea moderata
- Mesapamea monotona
- Mesapamea nictitans
- Mesapamea nigra
- Mesapamea obsoleta
- Mesapamea ochracea
- Mesapamea pinkeri
- Mesapamea pulverosa
- Mesapamea purpurascens
- Mesapamea rava
- Mesapamea remmi
- Mesapamea reticulata
- Mesapamea rufa
- Mesapamea secalella, (Synonym till Mesapamea didyma).
- Mesapamea secalina
- Mesapamea secalis, Större vitaxfly
- Mesapamea semiconfluens
- Mesapamea storai
- Mesapamea struvei
- Mesapamea struvei-excessa
- Mesapamea struvoculea
- Mesapamea uniformis
- Mesapamea vilis
- Mesapamea virgata
- Mesapamea xanthostigma

## Bildgalleri

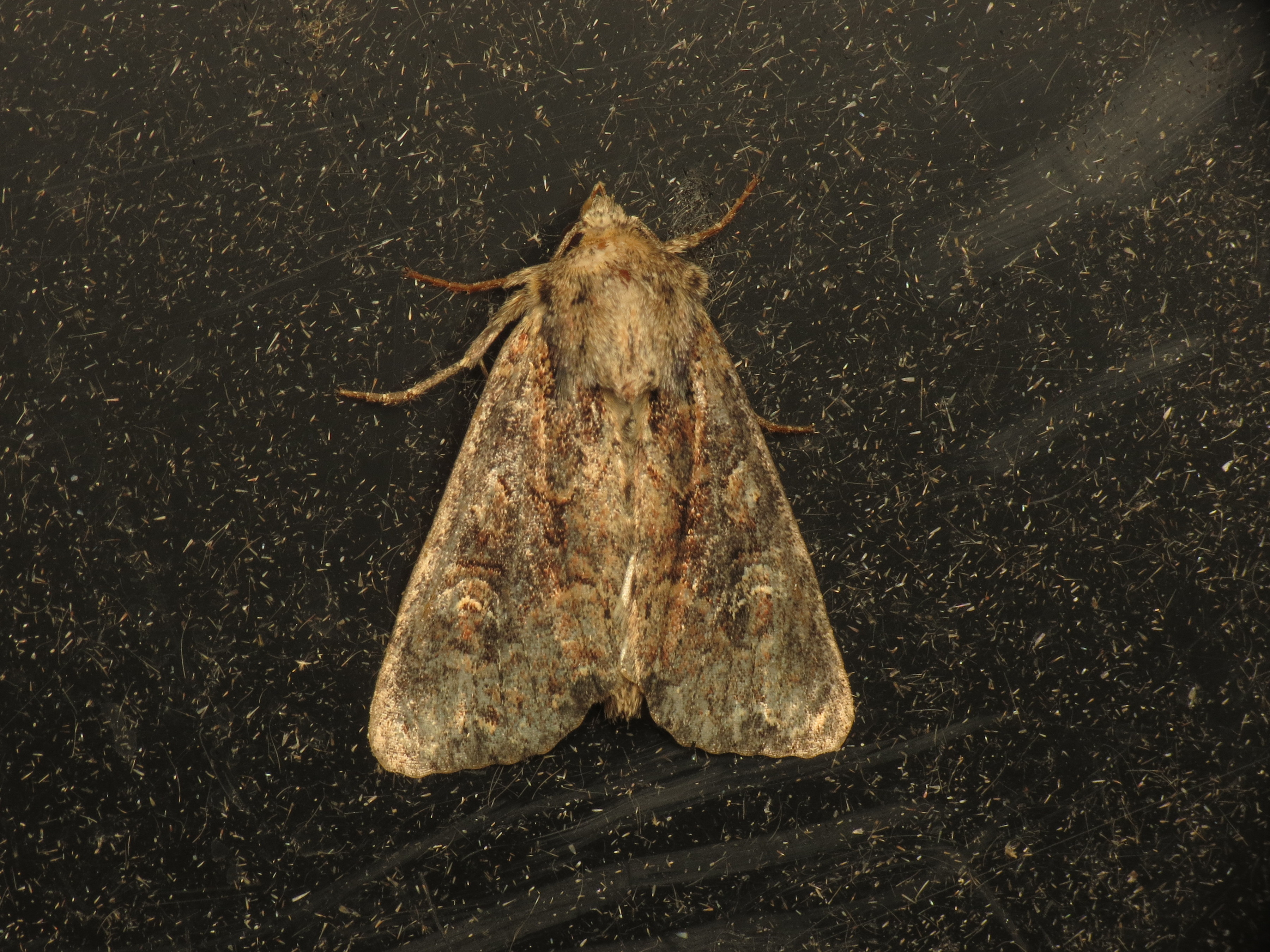
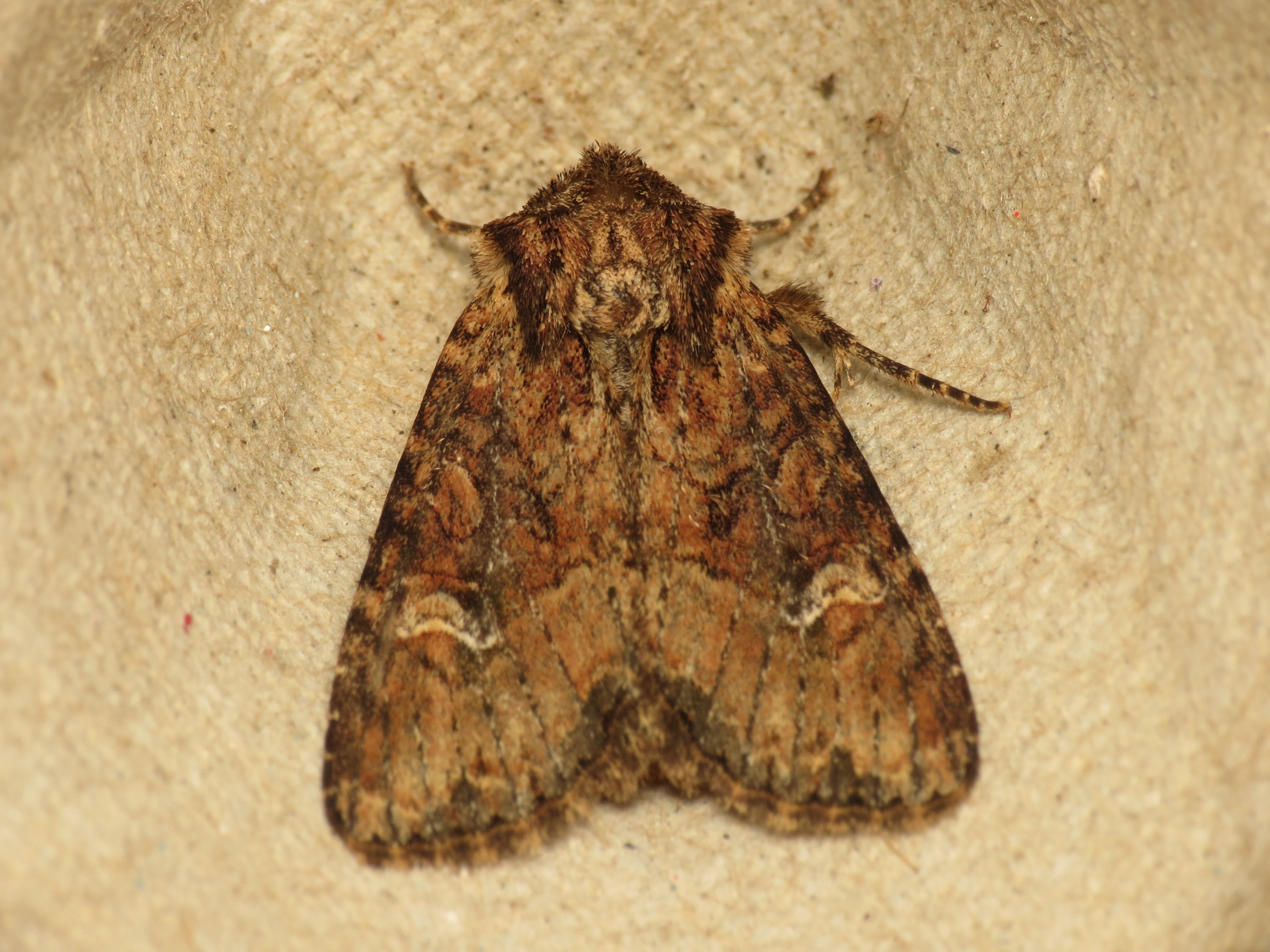
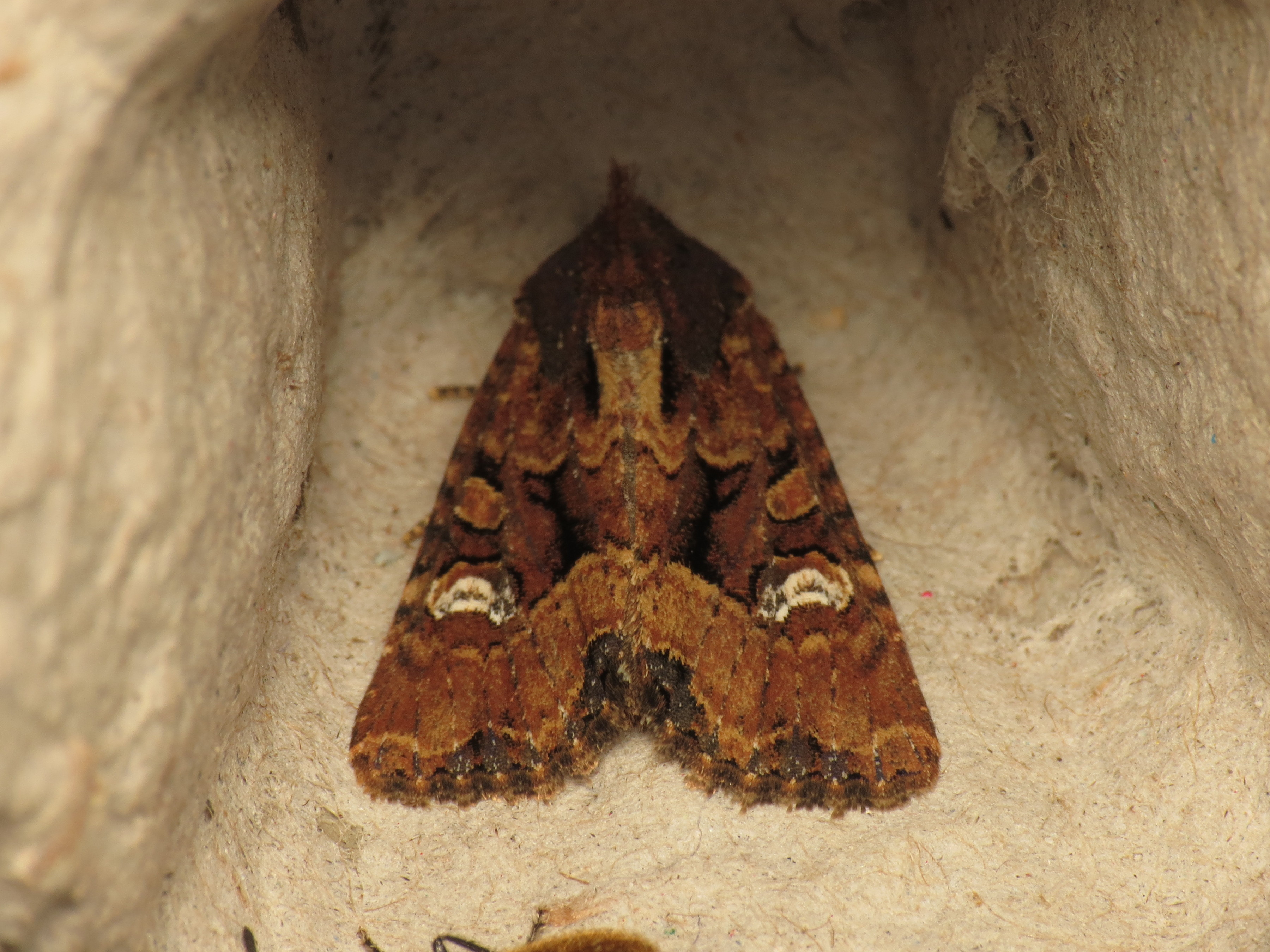
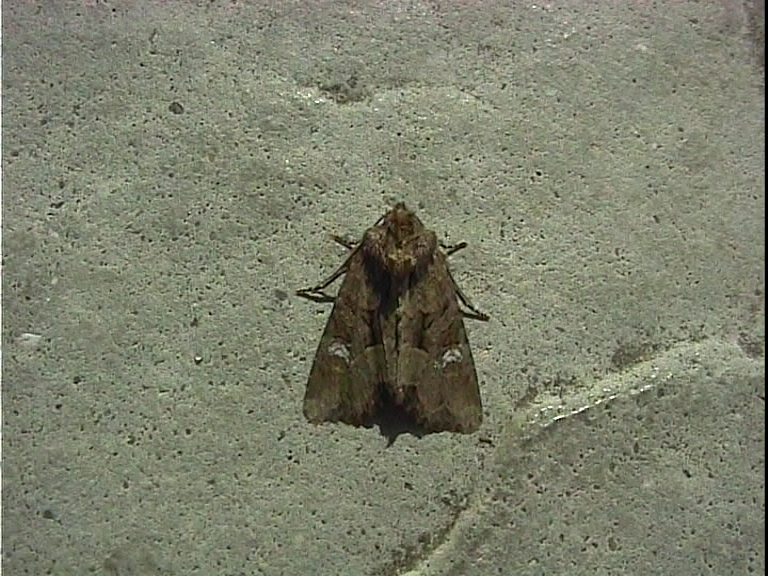